# Thai Elephant Orchestra

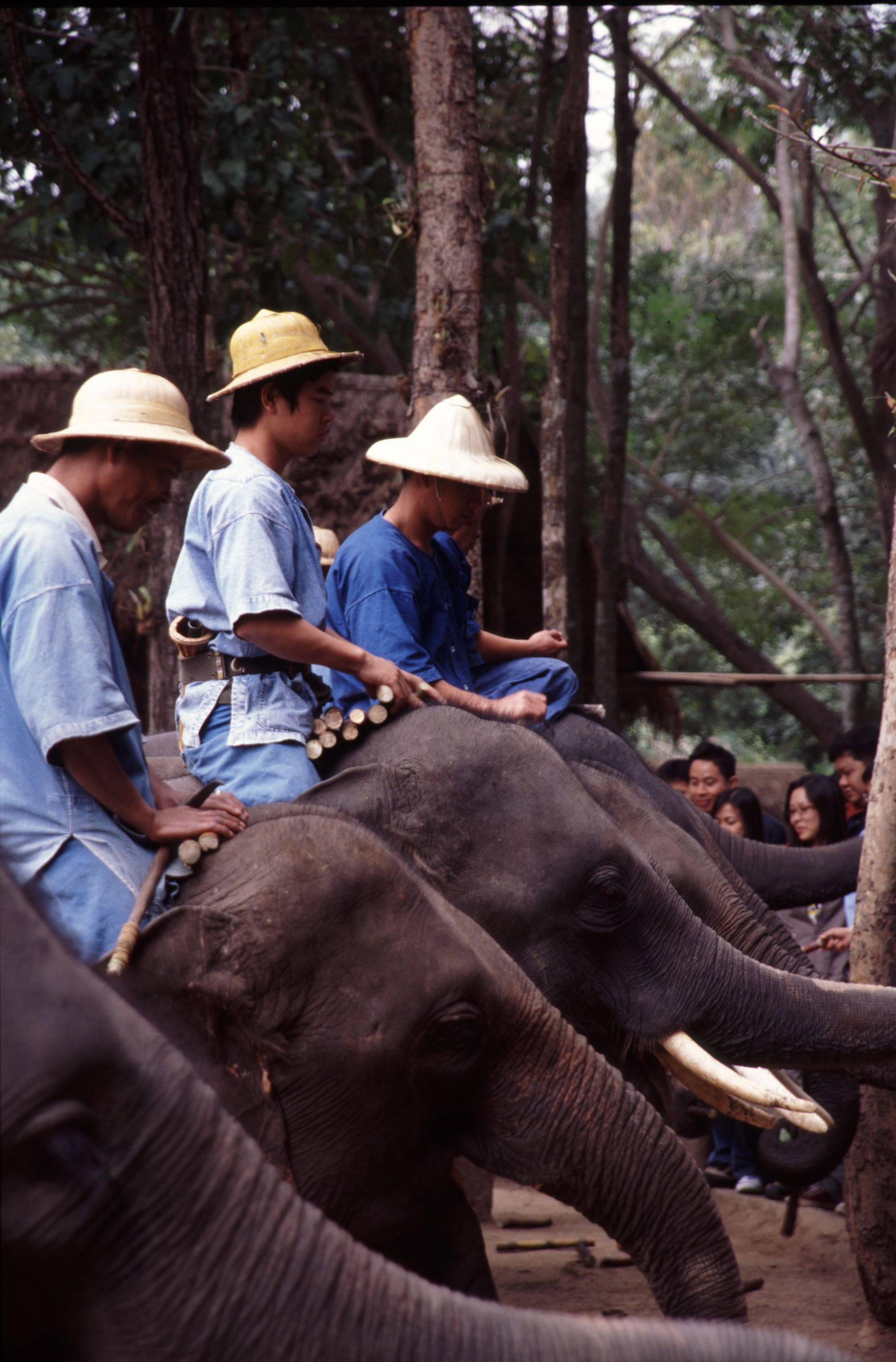
Elefanten bei einer Vorführung im National Elephant Institute

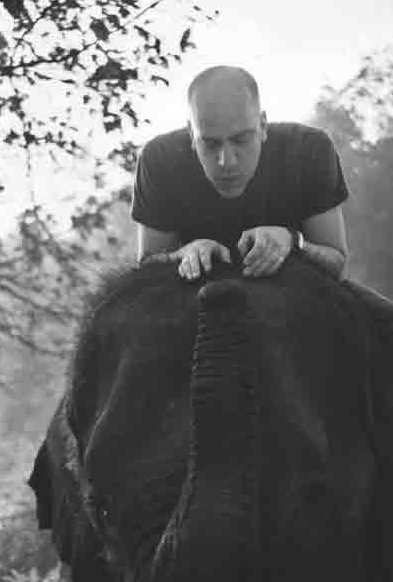
David Sulzer (Dave Soldier) auf einem Elefanten des Thai Elephant Orchestra

Das Thai Elephant Orchestra ist ein aus Elefanten gebildetes Ensemble in der Provinz Lampang im Norden Thailands. Die Tiere bedienen eigens angefertigte Instrumente. Das Orchester gehört zum National Elephant Institute (NEI) und spielt für Besucher der Einrichtung.

## Geschichte
1992 wurde beim Dorf Thung Kwian, im Landkreis Hang Chat, etwa 28 Kilometer entfernt von der Stadt Lampang, das staatliche Thai Elephant Conservation Center (TECC; heute National Elephant Institute) eröffnet. Das Institut ist dem Schutz von Elefanten gewidmet. Hier werden thailändische Elefanten gehalten, behandelt und in traditionellen Arbeitsweisen ausgebildet. Die veterinärmedizinische Fakultät der Universität Chiang Mai ist Partner der auch touristisch ausgerichteten Einrichtung. Eine Aufgabe des Instituts ist es, Lösungen für die vormaligen Arbeitselefanten Thailands und deren Mahuts zu finden, die von der fortschreitenden Mechanisierung der Waldarbeit und der Einführung gesetzlicher Beschränkungen bei der Abholzung der Wälder und des Einsatzes von Elefanten betroffen sind.
Ende der 1990er Jahre beschlossen der Mitgründer und Leiter des TECC, Richard Lair, und der an der Columbia University tätige Neurowissenschaftler David Sulzer, ein aus Elefanten bestehendes Orchester aufzubauen. Sulzer hatte unter dem Künstlernamen Dave Soldier nebenberuflich bereits als Musiker und Komponist gearbeitet, unter anderem mit Künstlern wie John Cale, Bo Diddley and David Byrne. Neben der musikalischen Herausforderung sah Sulzer die Möglichkeit, kognitive und musikalische Fähigkeiten von Elefanten zu erforschen. Lair, ein Zoologe, hatte einigen Elefanten des Zentrums bereits das Malen beigebracht. Für ihn stellte ein Orchester instrumentespielender Elefanten eine potentielle Einnahmequelle für das Institut dar.

“We’re constantly trying to find new things that are non-abusive to the elephants but can entertain people and make money to meet our payroll.”

„Wir versuchen ständig, neue Aktivitäten zu entwickeln, bei denen Elefanten nicht missbraucht, aber Besucher unterhalten und unsere Gehälter finanziert werden können.“

Zunächst wurden sechs Elefanten im Alter von sieben bis 18 Jahren eingesetzt. Später erhöhte sich die Anzahl auf bis zu 18 Tiere. Musik des Orchesters wurde von Mulatta Records auf drei Alben veröffentlicht.
Das Orchester des NEI gilt als das erste und einzige Elefanten-Orchester der Welt. Reuters bezeichnete es als das weltweit einzige nicht-menschliche Musikensemble. Die Los Angeles Times verwies im Jahr 2001 auf die Bedeutung des Orchesters: weltweit habe es das Interesse auf die Problematik der zurückgehenden Elefantenpopulation in Thailand gelenkt. Die Formation trat für die Königin von Thailand, Sirikit, auf und die BBC-Aufnahme eines Musikstückes wurde bei der Daily Show des Moderators Jon Stewart eingespielt. Verschiedene Stücke wurden von dem britischen Radiosender NTS gesendet.

## Musik und Instrumente
An der University of Kansas hatte es Sulzer bekannte Untersuchungen gegeben, nach denen Elefanten in der Lage waren, unterschiedliche Melodien zu erkennen. Er hielt es dennoch zunächst für fraglich, ob es gelingen könne, Elefanten Musik machen zu lassen. Zu seinem Erstaunen benutzten die Tiere jedoch bereits nach kurzer Zeit die Instrumente.

“Elephants like to listen to music: If you play music they’ll come over, and in the morning when the mahouts take them out of the jungle, they sing to calm them down … So what we came up with was, well, maybe if we made ergonomic instruments that would be easy for elephants to play — for instance, marimbas and drums that are giant — perhaps they would play music.”

„Elefanten hören gerne Musik: Wenn jemand Musik spielt, kommen sie vorbei, und wenn die Mahuts sie morgens aus dem Dschungel holen, singen sie, um sie zu beruhigen … Also, was würde passieren, wenn wir ergonomische Instrumente herstellen würden, die für Elefanten leicht zu spielen wären – zum Beispiel riesige Marimbas und Trommeln: vielleicht würden sie Musik machen.“

Die Tiere spielen einfache, unter ergonomischen Aspekten gefertigte Instrumente, die hohen Belastungen standhalten: Holzblasinstrumente, Mundharmonikas, Streichinstrumente, Trommeln, Gongs und Xylophone. Die vorwiegend improvisierte Musik entsteht unter Anleitung von Sulzer und mithilfe der Mahuts. Die Instrumente klingen wie traditionelle Thai-Musikinstrumente, die produzierten Melodien sollen Ähnlichkeit mit der landesüblichen Musik haben.

## Kritik
Der Neurowissenschaftler Stefan Kölsch bestreitet, dass Elefanten Musik produzieren können. Bei dem Orchester würden Menschen die Musik machen, die Tiere seien nur dressiert, mit dem Rüssel auf Anweisung Instrumente zu bedienen.

## Diskografie
Thai Elephant Orchestra with Dave Soldier & Richard Lair:
- The Thai Elephant Orchestra (2000), Rigglius Music/Mulatta Records
- Elephonic Rhapsodies (2005), Rigglius Music/Mulatta Records
- Water Music (2011), Mulatta Records